# Am-khent

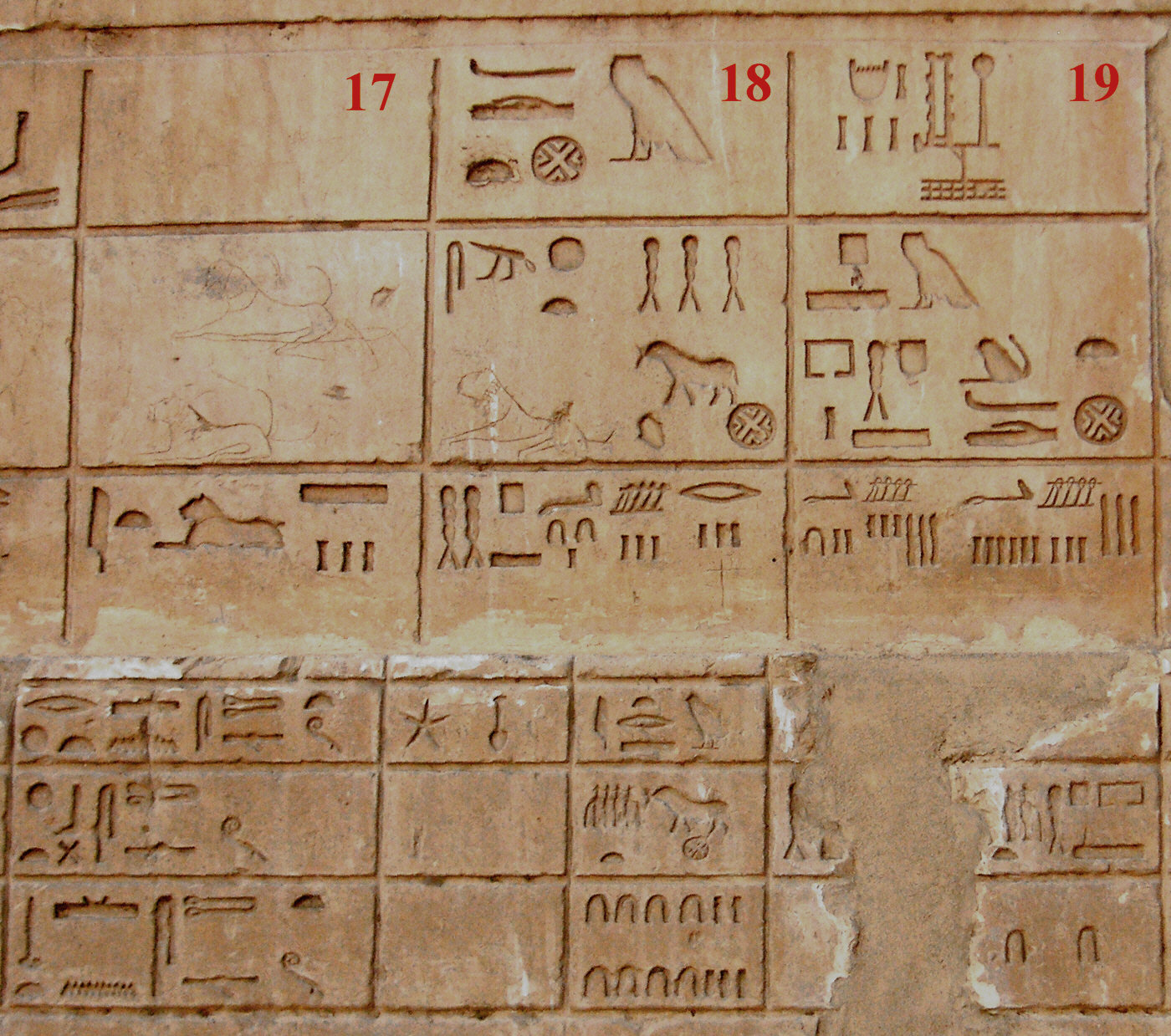
Am-khent, län 18, på "Vita kapellets" vägg i Karnak.

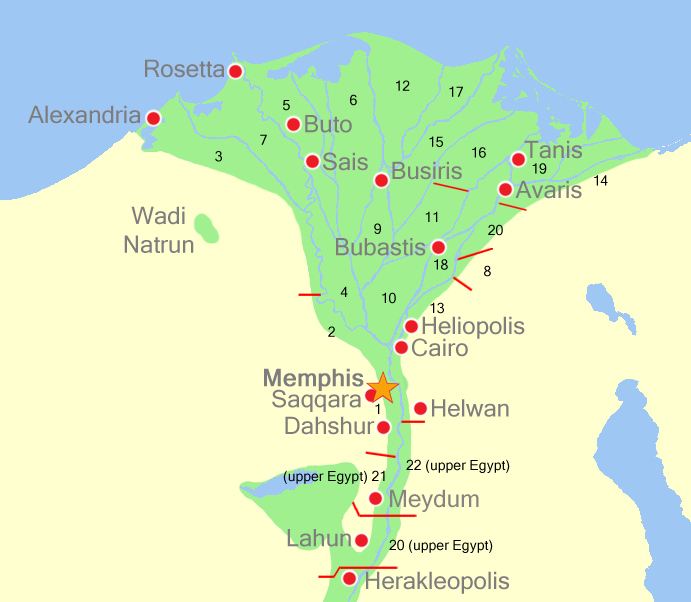
Lägeskarta över nomoi i Nedre Egypten.

Am-khent ("Sydprinsen", även Am-chent) var ett av de 42 nomoi (länen) i Forntida Egypten.
| A18 | W17 · R12 · N24 |

Am-khent med hieroglyfer

## Geografi
Am-khent var ett av de 20 nomoi i Nedre Egypten och hade nummer 18.
Länets storlek går ej att utläsa, vanligen var länen cirka 30–40 km långa och ytan beroende på Nildalens bredd eller öknens början. Ytan räknades i cha-ta (1 cha-ta motsvarar 2,75 ha) och längden räknades i iteru (1 iteru motsvarar 10,5 km).
Niwt (huvudorten) var Per-Bastet/Bubastis (dagens Tell el-Basta), Bubastis var periodvis även huvudstad för hela Egypten.

## Historia
Varje län styrdes av en nomark som officiellt lydde direkt under faraon.
Varje Niwt hade ett Het net (tempel) tillägnad områdets skyddsgud och ett Heqa het (nomarkens residens).
Länets skyddsgud var Bastet och bland övriga gudar dyrkades främst Atum och Nefertum.
Idag ingår området i guvernementet ash-Sharqiyya.